# Jetty Podt
Jetty Podt (Hardenberg, 1963) is een Nederlandse organist, koordirigent en componist.

## Loopbaan

### Studie
Jetty Podt studeerde orgel en kerkmuziek aan het conservatorium van Arnhem bij Johan van Dommele en Bert Matter, en sloot deze studie in 1987 af met het diploma Docerend Musicus, met onderscheiding. Aansluitend studeerde zij aan het Utrechts Conservatorium bij Jan Welmers. Tijdens deze studie specialiseerde zij zich in de uitvoeringspraktijk van laatromantische en twintigste-eeuwse orgelmuziek. In 1988 behaalde zij het diploma Uitvoerend Musicus.
Naast orgel studeerde zij koordirectie bij Ton Braas, Oane Wierdsma en Jos van Veldhoven. Tevens studeerde zij piano bij Gabrielle Vossen en zang bij Lyda Dekkers en Paul Triepels. 

### Werkzaamheden
Sinds 1988 is Jetty Podt organist van de Stevenskerk te Nijmegen. In 2013 werd ze tevens benoemd tot stadsorganist. In de Stevenskerk heeft zij het beroemde Königorgel en drie kleinere orgels tot haar beschikking. Ze werkt als organist in de liturgische vieringen van het Oecumenisch City Pastoraat in de Stevenskerk. Als dirigent van de vespercantorij Capella Cumerana is zij artistiek verantwoordelijk voor de maandelijkse vespers in de Stevenskerk.
Als organist treedt ze op in Nederland en in andere landen van Europa. Ze maakt cross-overprogramma's zoals een combinatie van literatuur en muziek in een programma rond Franz Liszt (Dante-Symfonie) en Dante Alighieri, en orgelmuziek bij het mirakelspel Mariken van Nieumeghen. In 2014 gaf ze een orgelconcert met videomapping door de Italiaanse lichtkunstenaars van GloWArp. Voor kinderen maakte ze samen met Berry van Berkum en Joost Langeveld de voorstellingen Alice in Orgelland, Onraad in Orgelland en Help, het orgel verzuipt!
Naast uitvoerend musicus is Podt ook componist. In die hoedanigheid schrijft ze melodieën voor (kerk)liederen, zoals in opdracht bij de oprichting van de PKN in 2004 en bij het 2000-jarig bestaan van de stad Nijmegen in 2005. Zij schreef melodieën op teksten van o.a. Andries Govaart, Sietze de Vries, Karel Deurloo en Joost Langeveld. Haar melodieën zijn gepubliceerd in liedbundels als Zingend Geloven, Tussentijds en Liedboek - zingen en bidden in huis en kerk.

## Melodieën Liedboek
Jetty Podt schreef de melodieën van de volgende liederen uit het Liedboek - zingen en bidden in huis en kerk:
- 166a Hij wandelt in zijn koningsjas - tekst Karel Deurloo
- 369e Onze Vader in de hemel - tekst De Nieuwe Bijbelvertaling
- 521 Hij komt niet uit de grote stad - tekst Karel Deurloo
- 533 Daar komt een man uit Nazaret - tekst Karel Deurlo0
- 843 Wat te kiezen, leven, dood - tekst Andries Govaart

## Discografie
- 1998 Maurice Duruflé - Requiem, Suite voor orgel, op.5: Prelude, Prelude en fuga voor orgel, op.7, "Prélude et fugue sur le nom d'Alain", Jetty Podt e.a. (Oude Muziek Koor, Daniël Reuss) (Contrapunctus VC 2461) (beluister fragmenten)
- 1999 Jan Welmers - Organ Works, Jetty Podt e.a. (Lindenberg LBCD 89) (beluister fragmenten)
- 2014 Franz Liszt - Organ Works, Jetty Podt, Königorgel Stevenskerk Nijmegen (United Classics T2CD2013022)[4](beluister fragmenten)

- Nederlandse Thesaurus van Auteursnamen: 417634900
- Virtual International Authority File: 21152820131300681788
- WorldCat: E39PCjMkWV337P7fdYXPhwFBT3